# Фањани (Асти)
Фањани је насеље у Италији у округу Асти, региону Пијемонт.
Према процени из 2011. у насељу је живело 52 становника. Насеље се налази на надморској висини од 194 м.